# 108-й батальйон шуцманшафту
108-й батальйон шуцманшафта (нім. 108. Batalion Schutzmannschaft / Schutzmannschafts Bataillon 108 / Ukrainian Schuma) — Охоронний підрозділ німецької допоміжної охоронної поліції (нім. Schutzpolizei), сформоване з місцевих колабораціоністів та військовополонених у лютому 1942 року в Житомирі .
Сформовано у лютому 1942 року на основі місцевого «Українського куреня», створеного ОУН та добровольців із радянських військовополонених. Командир батальйону – колишній капітан РСЧА Мирний, німецький офіцер нагляду – гауптман охоронної поліції Новак. Батальйон чотириротового складу. Початкова чисельність – 500 осіб. У грудні 1942 року в батальйоні налічувалося 688 осіб  . Обмундирування - литовське.
У 1942 році використовувався для розстрілів єврейського населення в Рівненській області (в основному — для конвоювання жертв та оточення місць розстрілів), після чого був залучений до антипартизанських операцій у районі Овруча та Хойників . У березні 1943 року, під час боїв з радянськими партизанами під Брагіним, частина особового складу влаштувала повстання, під час якого командир батальйону та командир першої роти загинули. Три роти з чотирьох перейшли до радянських партизанів, і згодом воювали у складі Гомельського партизанського з'єднання  . У листопаді 1943 року, після з'єднання з Червоною армією, продовжили службу у складі 37-ї гвардійської стрілецької дивізії . Частина особового складу, що залишилася вірною німцям, була влита в 110-й батальйон шуцманшафта, який у вересні передислокувався до Києва   .